# Warszawa Ursus-Niedźwiadek
Warszawa Ursus Niedźwiadek – przystanek osobowy znajdujący się w warszawskiej dzielnicy Ursus.

## Opis
Na przystanku zatrzymują się pociągi Szybkiej Kolei Miejskiej oraz Kolei Mazowieckich. Z przystanku można dojechać pociągami podmiejskimi m.in. do śródmieścia, a także do Otwocka, Pilawy i Skierniewic. Wyznacza granicę strefy miejskiej i podmiejskiej ZTM.
Przy przystanku powstał parking Parkuj i jedź P+R Ursus Niedźwiadek na 353 samochody (w tym 8 dla pojazdów osób niepełnosprawnych) i 24 rowery. Inwestorem parkingu było miasto stołeczne Warszawa. Jest on czynny całą dobę.
Do przystanku można dojechać autobusami Zarządu Transportu Miejskiego.

## Ruch pasażerski
W roku 2022 przystanek obsłużył 4 300 pasażerów na dobę, co dawało mu 82. miejsce w kraju.

## Połączenia
| Linia | Operator             | Trasa |
| ----- | -------------------- | --- |
| R1    | Koleje Mazowieckie   | Warszawa Wschodnia - Warszawa Śródmieście - Warszawa Ursus Niedźwiadek - Grodzisk Maz. - Żyrardów - Skierniewice |
| S1    | Szybka Kolej Miejska | Pruszków – Warszawa Ursus - Niedźwiadek – Warszawa Śródmieście - Otwock                                          |

## Galeria

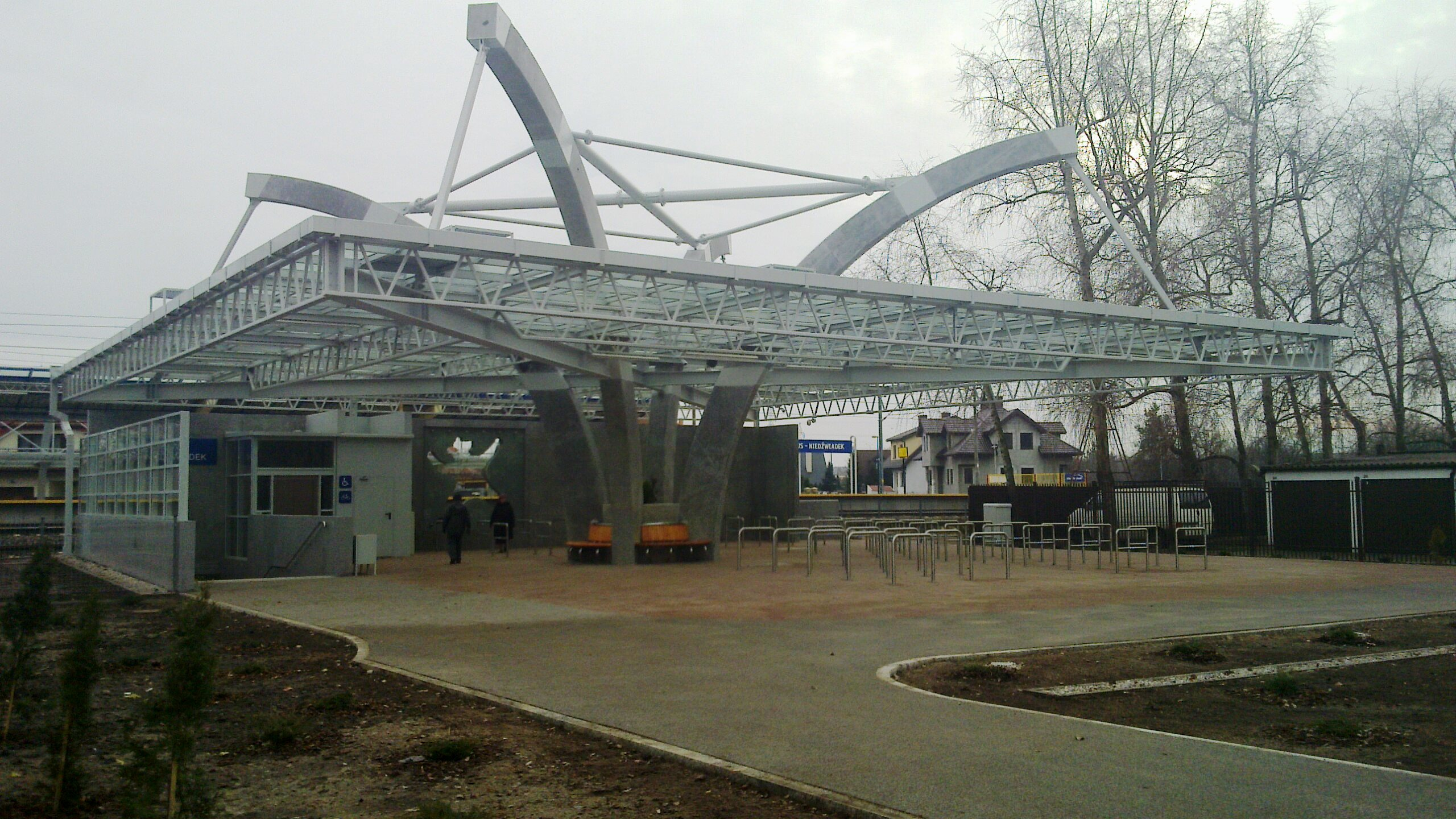
Wejście na stację
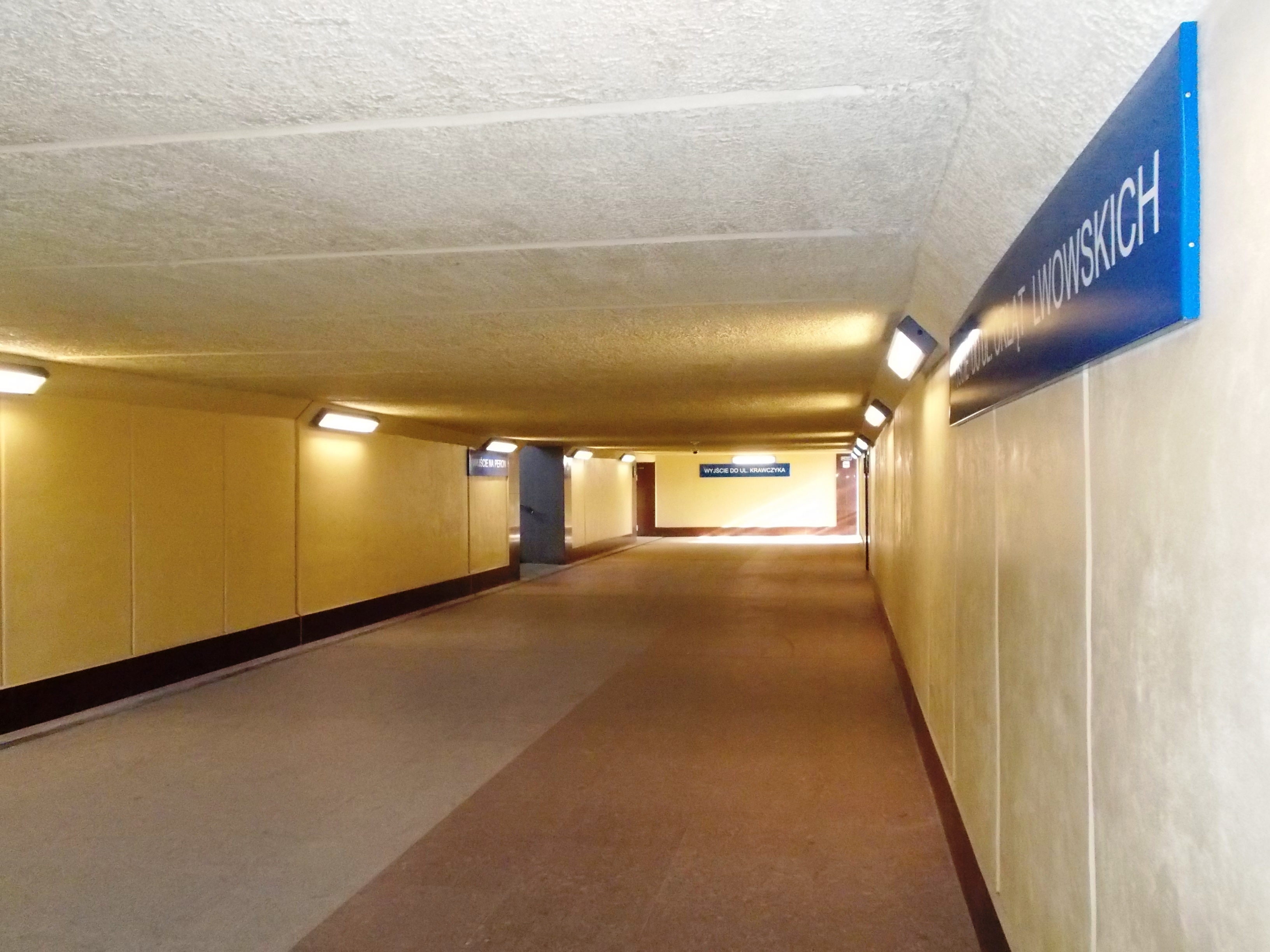
Przejście podziemne